# Ungarische Literatur des Mittelalters

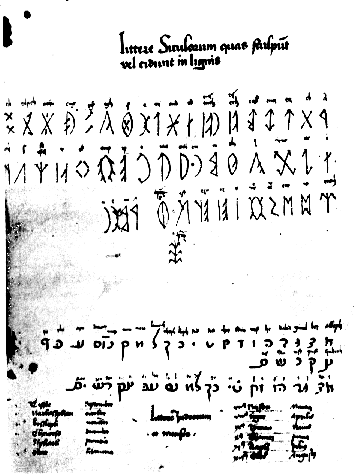
Das Nikolsburger Abc (1483),
heute im Ungarischen Nationalmuseum

Die ungarische Literatur des Mittelalters beginnt in der Zeit der Árpáden im 10. Jahrhundert und geht in die Renaissance über, deren Beginn in Ungarn mit dem Namen des Königs Matthias Corvinus eng verknüpft ist. Da der Großteil, etwa 99 %, der mittelalterlichen ungarischen Kodizes nicht erhalten sind, kann der Reichtum der Literatur dieser Zeit nur aus vereinzelten Werken rekonstruiert werden. Im Mittelalter war die vorherrschende Schriftsprache Latein. Die ersten ungarischsprachigen Texte gehen auf das 12. und 13. Jahrhundert zurück.

## Anfänge zur Zeit der Árpáden

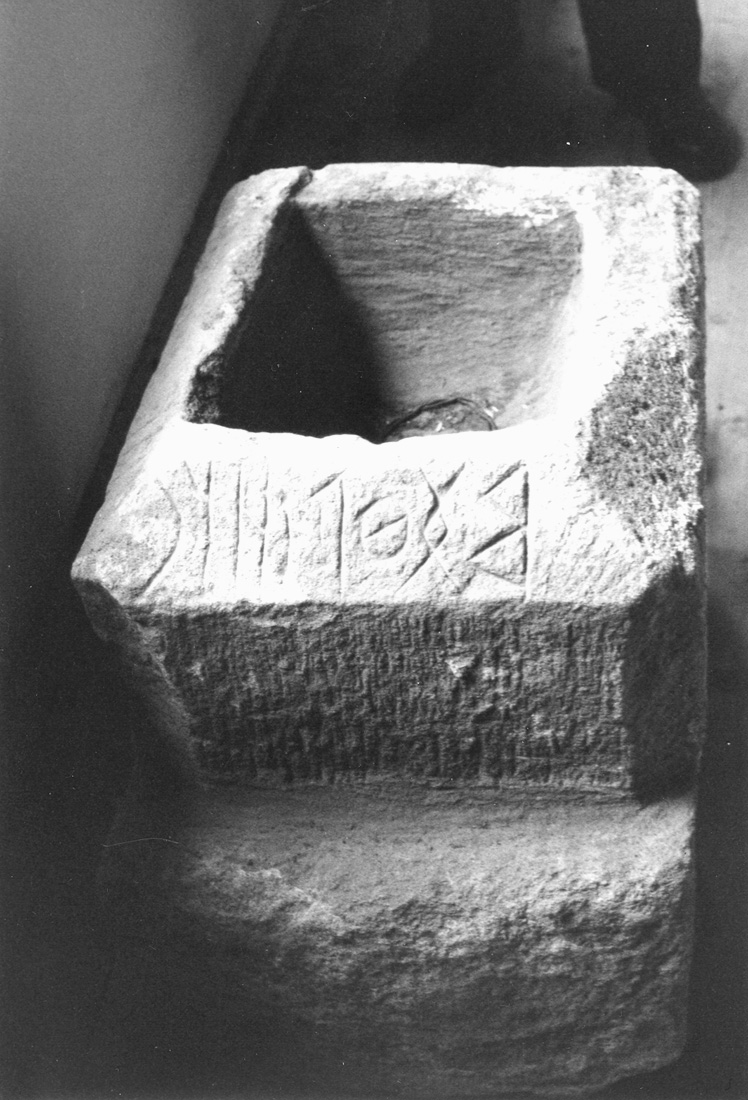
Stein aus der Kirche in Vargyas mit ungarischen Runen. Vermutlich ein Taufbecken

Erhaltene Exemplare altungarischer Schrift zeugen davon, dass die Magyaren schon vor der Landnahme über eine Schrift verfügten. Daher wird vermutet, dass es auch literarische Formen gab. Die lateinische Schrift wurde erst unter der Herrschaft von König Stephan I. eingeführt. Die älteste erhaltene Darstellung der Runen mit lateinischer Entsprechung ist das Nikolsburger Abc (siehe Nikolsburg) aus dem 15. Jahrhundert. Die ungarische Literaturgeschichte beginnt im 11. Jahrhundert. Aus früherer Zeit gibt es keine erhaltenen literarischen Werke.

### Rechts- und staatswissenschaftliche Literatur
In der Zeit nach der Gründung des Königreichs Ungarn war das literarische Schaffen auf den Kreis der Lateinkundigen beschränkt und eng mit der Entwicklung der katholischen Kirche verbunden. Die mittelalterlichen Autoren waren meist Priester oder gehörten christlichen Ordensgemeinschaften an.
Die ungarische Literatur spielte zu Beginn des 12. Jahrhunderts auch an den ersten Universitäten Westeuropas eine Rolle. Diese wurden regelmäßig von Ungarn besucht, beispielsweise die Universitäten Padua und Bologna. Sie studierten Rechtswissenschaften, Theologie und Philosophie, hauptsächlich unter Anwendung der scholastischen Methode. Manche, wie Paulus de Hungaria unterrichteten auch selbst. Paulus gehörte zu Beginn des 13. Jahrhunderts zum Kanon der Professoren in Bologna. Alexander de Hungaria lehrte um 1300 an der Sorbonne in Paris.
Neben Priestern und Mönchen gab es eine produktive Gruppe von Schriftgelehrten, die keine klerikale Laufbahn einschlugen. Diese sogenannten deákok (Deaken) verfassten rechts- und staatswissenschaftliche Dokumente, Gesetze, und Urkunden. Diese zeichnen sich durch ebenso sorgfältige, mit rhetorischen Mitteln ausgestattete Arbeit aus wie literarische Werke derselben Zeit.
Gesetze und Regelwerke: 

Die nachweisbare ungarische Literatur beginnt mit dem Libellus de institutione morum ad Emericum, einem um 1015 von einem unbekannten Autor im Namen Stephans I. verfassten Regelwerk für Herzog Emmerich. Einige wichtige Namen im Zusammenhang mit Urkunden und Briefen sind:
- Jean de Limoges und János Uzsai, ein ungarischer Rechtsgelehrter
- Urkunden im Auftrag von: Ladislaus IV., Bela IV., Bela III. und Stephan V.
- Bekannte Briefe:
  - De facto Ungariae Magnae von Bruder Julian enthält zwei Berichte über die Reisen von Dominikanermönchen zu dem sogenannten Land Magna Hungaria an der Wolga, der vermuteten Urheimat des Volkes. Zweck der Reise war es, dort sesshafte Magyaren aufzusuchen. Die damals noch hauptsächlich von Wolgabulgaren bewohnte Region gehört heute zu Tatarstan. Die Geschichte über die erste Reise im Jahr 1235 schrieb Ricardus, ein ungarischer Dominikaner, der am päpstlichen Hof arbeitete. Die zweite Reise beschrieb Julian selbst in Briefen an die Bischöfe von Perugia.
  - Béla IV. (Ungarn)|Bela IV.: Brief an den Papst vom 11. November 1250
  - Erzbischof Lodomerius (Ladomér): Ladomérs Schreiben vom 8. Mai 1288, eine Erinnerungsschrift, die Anklagen gegen Ladislaus IV. enthält

### Anfänge der Geschichtsschreibung

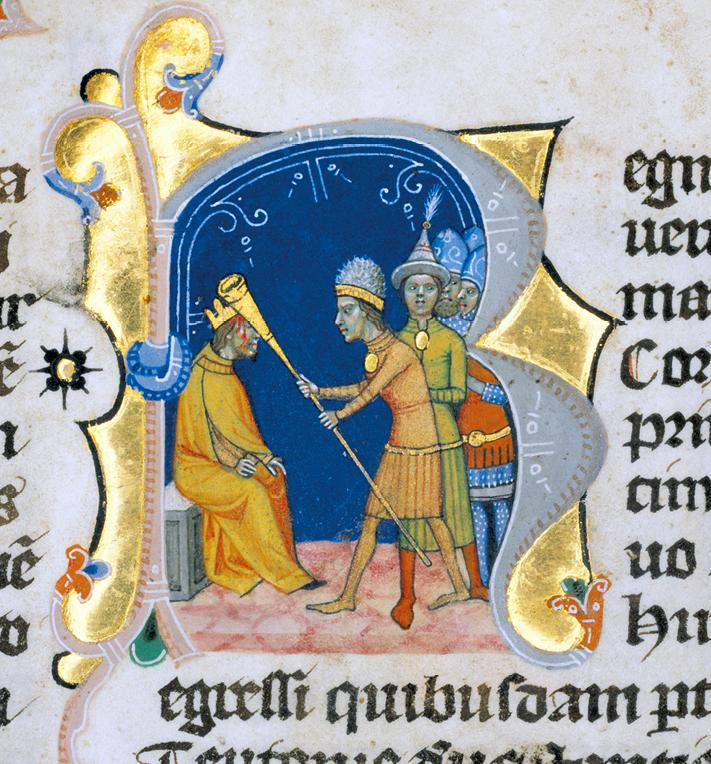
Die Sage von Lehel in der Ungarischen Bilderchronik

Vorherrschende Gattung dieser Zeit waren die Gesta. Im 11. Jahrhundert gab es womöglich Überlieferungen der ungarischen Frühgeschichte in dieser Form. Zum vermuteten Inhalt gehörten die Herkunftssage des Hauses Árpád, die Geschichte vom Wunderhirschen und die Sage vom weißen Pferd aus der Zeit der Landnahme.
- Das älteste erhaltene ungarische Geschichtswerk sind die Gesta Hungarorum eines unbekannten Verfassers. Der Autor war Notar am Hof Belas III. oder Belas IV. Seine Studien schloss er wahrscheinlich in Paris ab. Dort lernte er die Gattung der erzählenden Gesta kennen, die ihm als Muster für seine Schriften diente. Die Gesta Hungarorum wurde wohl mit Hilfe früherer Aufzeichnungen angefertigt. Mit ihr wurde die Geschichte des ungarischen Adels und der Nemzetség, einer einflussreichen, auf Verwandtschaftsbeziehungen basierenden gesellschaftlichen Gruppe bewahrt. Sie ist weiterhin eine Quelle für Volksdichtung und für die sogenannten regösénekek („Weihnachtszauberlieder“), PDF.
- Simon Kézai ist für eine weitere, um 1280 entstandene Chronik mit dem Titel Gesta Hungarorum bekannt, die ein zweites bedeutendes Werk der Geschichtsschreibung dieser Zeit darstellt. Kézai stützte sich auf ausländische historische Aufzeichnungen sowie auf frühere ungarische Quellen. Es beginnt mit der Geschichte von Hunor und Magor, einem Gesang über die gemeinsame Herkunft der Hunnen und Magyaren. Im ersten Buch befasst er sich mit der Geschichte der Hunnen bis zum Tod Attilas und dem Zusammenbruch seines Reichs, das zweite Buch handelt von den Magyaren vom Eintreffen im Karpatenbecken bis zum Jahr 1280.
- Als historisches Werk ist auch Carmen miserabile von Meister Rogerius aus den 1240er Jahren zu nennen. Dabei handelt es sich um eine rhythmische prosaische Erzählung vom Mongolensturm.

### Weltliche Literatur
Ein berühmtes Beispiel lateinischer Dichtung aus der Zeit der Árpáden ist Planctus destructionis Regni Ungarie per Tartaros eines unbekannten Verfassers. Das Werk ist um 1242 entstanden und stammt wahrscheinlich aus dem Umkreis von Bela IV. während dessen Flucht nach Dalmatien. Die Überfälle der tatarischen Horden werden darin als Strafe Gottes interpretiert. Gedanken aus diesem Werk blieben bis zur Zeit Nikolaus Zrinskis häufiger Bestandteil der ungarischen Dichtung.

### Religiöse Literatur

#### Hagiographie

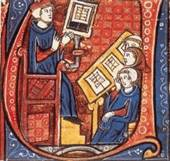
Universitätsvorlesung in einer Darstellung aus dem 13. Jahrhundert

Das Leben und die Taten von Heiligen wurden meist in Form von Legenden festgehalten. Die bekanntesten Werke stammen von den Bischöfen Hartvik und Mór.
- Die Legenden vom Heiligen König Stephan:

Die Legende über Stephan I. liegt in drei Versionen vor: „Die kleine Legende von König Stephan, dem Heiligen“, die „Die große Legende von König Stephan, dem Heiligen“ und „Die Legende von König Stephan, dem Heiligen von Bischof Hartvik“. Es ist nur der Autor der dritten Variante bekannt. Hartvik schrieb die Legende auf ein Gesuch von Koloman nieder. Er verarbeitete die beiden bereits bestehenden Texte, die zur Heiligsprechung des Königs im Jahr 1083 geschrieben wurden. Die große Legende von 1077 enthält die Heiligsprechung noch nicht. Die kleine Legende ist im Entstehungszeitpunkt hingegen erst nach 1083 anzusiedeln.
- Die Legende vom Heiligen Emmerich:

Die Schrift ist nach 1083 entstanden, wie es auch dem Text zu entnehmen ist. Der Verfasser tritt in der Legende als der Deak Fulko auf. Fulko zieht im Jahr 1108 oder 1116 zusammen mit Herzog Álmos nach Konstantinopel. Es gibt einen Abschnitt, der darauf hinweist, dass Bischof Hartvik Emmerich kannte. Im Zentrum stehen Emmerich und der Sohn des Heiligen Stephan.
- Die Legende vom Heiligen Bischof Gellért
- Die Legende vom Heiligen König Ladislaus
- Die Legende von der Seligen Ilona
- Die Legende vom Heiligen Andreas und Benedikt

#### Theologische Werke
Paulus de Hungaria, der Professor aus Bologna wurde Anhänger der Dominikaner und kehrte nach Ungarn zurück, wo sich eines der ersten dominikanischen Ausbreitungszentren befand. Im Auftrag des Ordensgründers schrieb er im Jahr 1221 die Summa de penitentia, ein Beicht-Handbuch.

#### Liturgie
Von den liturgischen Gesängen ungarischer Verfasser zählen die meisten zu den Gattungen der Sequenz und der Hymne. Es sind Hymnen über den die Heiligen Stephan, Emmerich und Ladislaus erhalten, aber auch über viele andere, wie die Heilige Elisabeth von Thüringen sowie die Heilige Margareta von Ungarn, die beide aus dem Haus Árpád stammten.
In der ungarischen Hymnendichtung spielt eine eigene Gattung eine besondere Rolle, die Historia rythmica. Diese Form ist mit sogenannten zsolozsma-Messen verbunden, die außerhalb von Kirchen abgehalten wurden. Das Wort zsolozsma (sprich: scholoschma) ist slawischen Ursprungs und bedeutet „Dienst“. Die im Rahmen dieser Messen gesungenen Texte, darunter Hymnen, Antiphonen und Responsorien wurden mit dem übergreifenden Namen Historia rythmica bezeichnet. Sie sind keine echten epischen Dichtungen, enthalten aber typischerweise erzählerische Elemente und sind durch den Bezug auf ein gemeinsames Thema inhaltlich verbunden. Auf ähnliche Weise entstanden Zusammenstellungen von größerem Umfang über einige ungarische Heilige, die meist auf schablonenhafte Weise heilige und heldenhafte Passagen aus deren Leben betonten. Vereinzelte Elemente wurden im Lauf der gregorianischen Welle in die neuen Formen übertragen. Die Hymnendichtung wuchs in Ungarn weit über den Bereich kirchlicher Liturgie hinaus und bot Form und Rahmen für weitere Dichtungen.

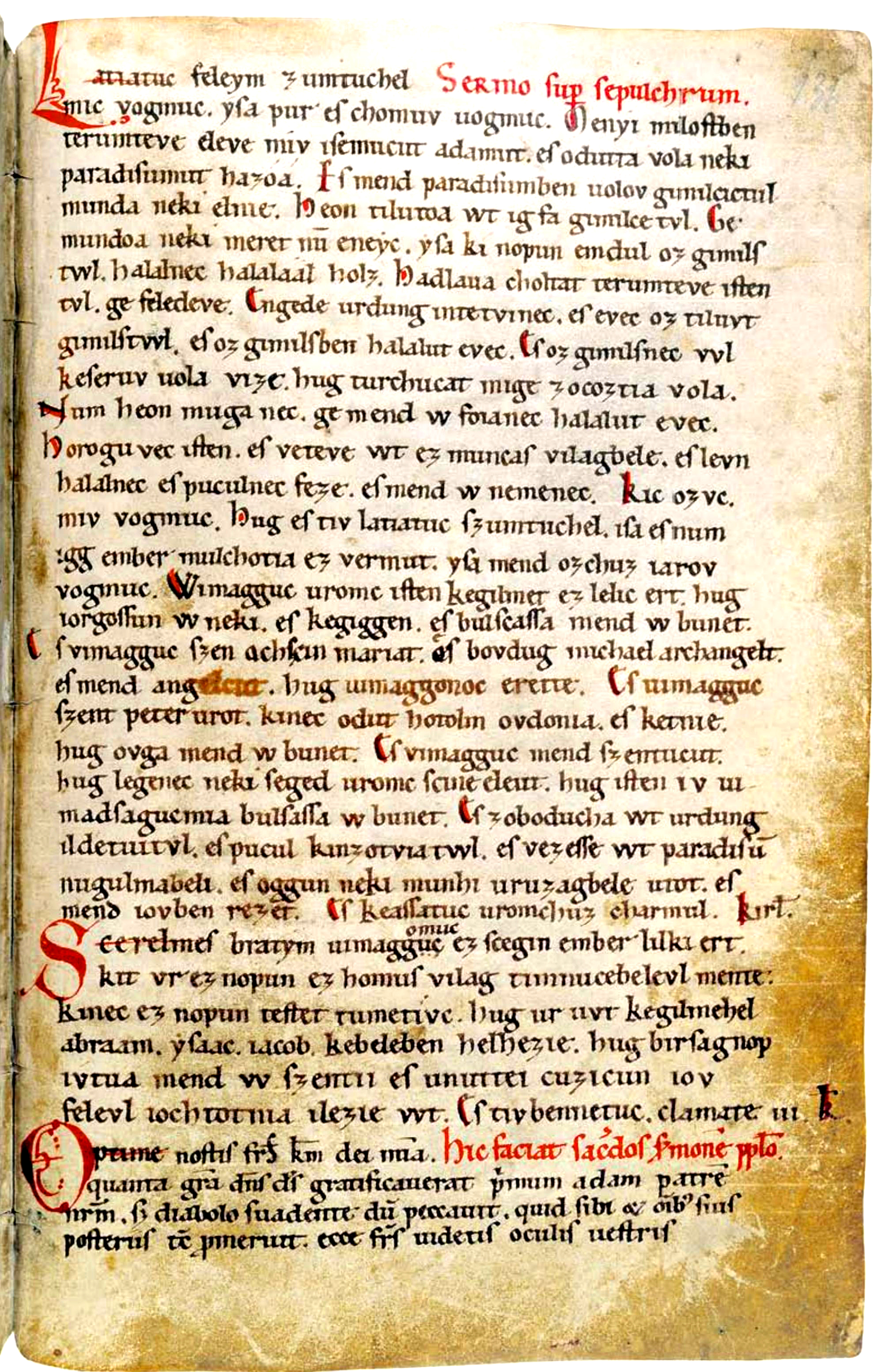
Originaltext der Grabrede aus dem Codex Pray (12. Jahrhundert, andere bereits aus dem frühen 13. Jahrhundert), heute im Ungarischen Nationalmuseum

Ein wichtiges liturgisches Werk stellt auch das Corde, voce, mente pura, die Geschichte Stephans in Versform dar. Vermutlich entstand es unter der Feder eines Augustinermönchs im Auftrag des Bischofs Lodomerius. Es erzählt von den menschlichen Zügen des Königs, betont aber insbesondere den Sieg über die Heiden und stellt Stephan als mächtige heilige Persönlichkeit dar.

### Anfänge religiöser Literatur in ungarischer Sprache
- Die kurz als Grabrede bezeichnete Halotti beszéd és könyörgés („Grabrede und Predigt“) ist das älteste erhaltene literarische Werk in ungarischer Sprache. Sie ist im Codex Pray festgehalten, ein zwischen 1192 und 1195 entstandener Sakramentar in ungarischer als auch lateinischer Sprache. Der Text der Rede besteht aus zwei Teilen. Beim ersten Teil handelt es sich um eine freie Übersetzung aus dem Lateinischen, die aus 26 Zeilen aufgebaut ist. Im Buch befindet sich die Übersetzung auf der dem Original folgenden Seite. Die aus sechs Zeilen bestehende Predigt ist dagegen genau übersetzt und steht einige Seiten vor dem lateinischen Text. Insgesamt sind 190 ungarische Wörter aus dieser Zeit erhalten. Beide Texte sind Kopien einer bereits zuvor existierenden Schriftversion unbekannten Ursprungs. Die Grabrede wird heute in der Széchényi-Nationalbibliothek aufbewahrt.
- Die älteste erhaltene Dichtung in ungarischer Sprache ist das um 1300 entstandene Ómagyar Mária-siralom („Altungarisches Klagelied der Maria“). Dabei handelt es sich um eine Übersetzung einer lateinischen Hymne aus Frankreich. Die kunstvollen Sprache und dichterischen Mittel weisen darauf hin, dass es sich nicht um ein alleinstehendes Werk handelt, sondern dass es im Kontext weiterer lyrischer Werke stand. Ein vergleichbares dichterisches Niveau findet sich in Ungarn erst im Kreis der Renaissance-Dichtung des 16. Jahrhunderts wieder. Der Text befindet sich im Kodex von Leuven (bzw. Kodex von Löwen). Nach einem Austausch mittelalterlicher Schriftstücke zwischen der Katholischen Universität Leuven befindet sich das Original heute ebenfalls in der Ungarischen Nationalbibliothek.

## Die Blüte der mittelalterlichen Literatur (Anjou-Epoche)
Seit dem 14. Jahrhundert verbreiteten sich Bücher (Kodizes) zusehends. An die Stelle des Pergaments trat nun das billigere Papier. Außerdem wurde die gotische Schrift gebräuchlich.
Im Jahr 1367 öffnete die Universität Pécs auf Betreiben des Fünfkirchener Bischofs Vilmos Koppenbachi. Die Universität hielt ihren Betrieb einige Jahrzehnte aufrecht.

### Rhetorische Literatur am Hof
Im Rahmen höfischer rhetorischer Literatur sind folgende Dokumente zu nennen:
- Briefe: Ludwig I. aus dem Haus Anjou, Sigismund von Luxemburg
- Urkunden: Königin Maria, ebenfalls aus dem Geschlecht der Anjou
- Gedenkschriften
- Csanád Telegdi: Károly Róbert temetésére („Zur Bestattung Karls I.“), Károly Róbert sírverse („Grabinschrift Karls I.“)

### Chroniken

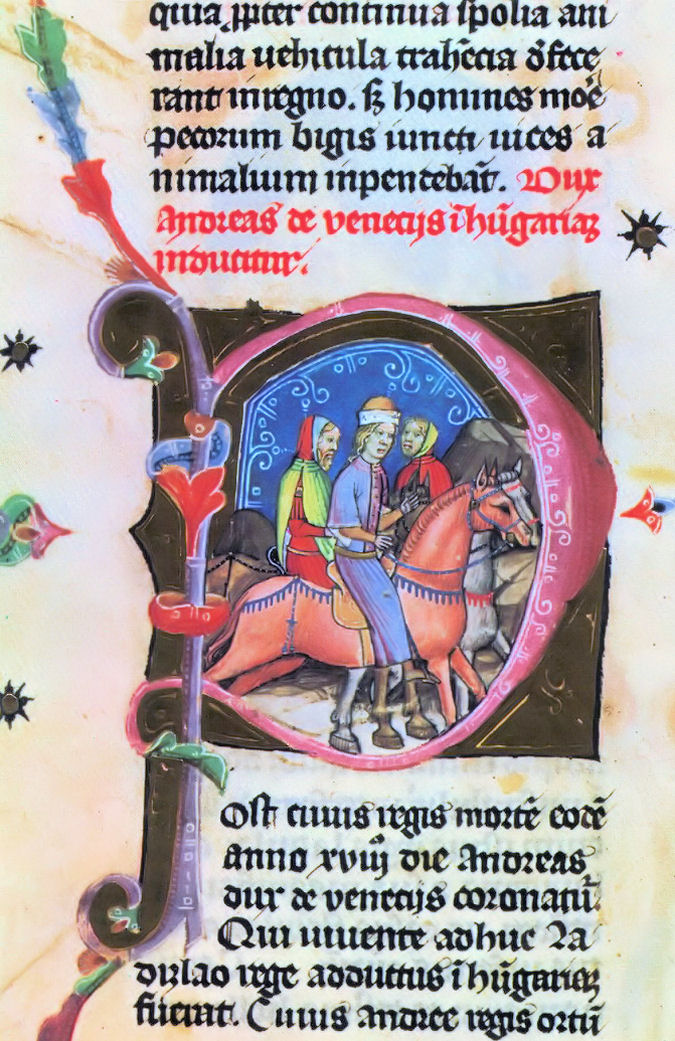
Seite in der Ungarischen Bilderchronik: Andreas III. kommt nach Ungarn (14. Jahrhundert), heute in der Széchényi-Nationalbibliothek

- Die Chronica Hungarorum (bzw. A magyarok krónikája, dt.: „Die Chronik der Ungarn“) entstand um 1358. Sie ist eine der wichtigsten Quellen ungarischer mittelalterlicher Geschichte und zeichnet Ereignisse bis zur Zeit Karls I. nach. Es sind fünf handschriftliche Exemplare enthalten. Das berühmteste ist die Ungarische Bilderchronik, die mit wertvollen Illustrationen geschmückt ist.
- Das Chronicon de Ludovico rege, der Lebensweg Ludwigs I. wurde von János Küküllei, einem königlichen Notar, in den Jahren 1364 und 1365 sowie um 1390 verfasst. Inhalt ist die aus Kreisen von Rittern hervorgegangene Herrschaft Ludwigs I. Das Werk ist aus zwei Teilen zusammengesetzt. Der erste, sorgfältig ausgearbeitete Teil beschreibt die ersten Jahre der Herrschaft. Von der Krönung Ludwigs an begleitet er jedes Ereignis mit detaillierten Schilderungen. Dabei achtete er auch auf einen sorgfältig komponierten Stil. Den zweiten Teil schrieb Küküllei am Ende seines Lebens, zwischen 1387 und 1394. Hier flossen Ereignisse ein, die der Verfasser teilweise als Augenzeuge miterlebt hatte. Weitere Informationsquellen stellten Urkunden aus der königlichen Kanzlei dar. Dieser Teil ist von weitaus geringerer Sorgfalt. Beispielsweise erwähnt er die Feldzüge der 1370er Jahre nicht. Der Stil ist eher nostalgisch und weniger gewählt.
- Das 1363–1364 entstandene Werk eines namenlosen Franziskaners, im Ungarischen als névtelen minorita bekannt, erzählt ebenfalls von König Ludwig. Der Inhalt bezieht sich auf Ereignisse zwischen den Jahren 1345 und 1355. Von diesem Werk sind nur Fragmente erhalten, die in den Text Kükülleis eingeflossen sind. Die erhaltenen Teile liegen in der Cronica de gestis Hungarorum (bzw. Dubnici-krónika) von 1479 vor, die ebenfalls aus der Hand eines unbekannten Verfassers stammt.

Über die Frage des Verfassers gibt es verschiedene Annahmen. Gyula Kristó, einem ungarischen Historiker des 20. Jahrhunderts zufolge gibt es zwei Autoren. Der erste war demnach András Anjou, der zum Neapler Kreis gehörte (siehe Jüngeres Haus Anjou). Dessen Werk wurde später von einem ungarischen minoritischen Mönch erweitert. Mehrere Forscher vermuten den im Werk mehrmals auftauchenden Namen Abt János, den Beichtvater der Elisabeth von Polen als zweiten Autor. Jedoch ist auch der Name Dénes Lackfi zu finden. Die Chronologie ist historisch nicht korrekt. Einerseits baut sie auf den Erfahrungen von Augenzeugen auf, teilweise fußt sie aber auf nicht glaubwürdigen Quellen. Das Werk ist typisch für die Art franziskanischer Geschichtsschreibung: die Informationen sind nicht immer exakt, aber die Art der Darstellung ist sehr lebendig.
Nicht-ungarische Verfasser wichtiger geschichtlicher Werke über Ungarn:
- Lorenzo de Monazis schrieb um 1390 Die Geschichte von Karl II. von Ungarn (II. (Kis) Károly története)
- Eberhard Windeck war Hofschreiber König Sigismunds.
- Helene Kottannerin (Geburtsname: Hvendler Ilona, ungarischer Name: Ilona Kottaner, in späteren Quellen auch: Ilona Hvendler) war eine Dienerin Königin Elisabeths, die in einer Verschwörung im Rahmen des Thronfolgestreits eine Rolle zugunsten Elisabeths spielte.
- Henrik Mügeln schrieb im Jahr 1352 das Chronicon rhytmicum Hendrici de Mügeln und übersetzte das Werk 1360 in die deutsche Sprache.[1]

### Weltliche Literatur

#### Anfänge der weltlichen Literatur in ungarischer Sprache
- Von den europaweit beliebten epischen Dichtungen über Troja, Alexander den Großen, Tristan und Isolde sowie dem Rolandslied gab es auch ungarische Übersetzungen. Es wurden auch Gesänge und Balladen mit geschichtlichen Themen auf Ungarisch verfasst, ebenso über ungarische Persönlichkeiten und Helden. Beispiele hierfür sind Werke über Felicián Zách, Lőrinc Tar und Miklós Toldi. Die Schriftstücke ungarischer höfischer Literatur sind nicht erhalten. Spätere Dichter verwendeten das Material aber für ihre eigenen Werke. Dazu gehört Péter Selymes Ilosvai, der im 16. Jahrhundert auf der Grundlage mündlicher Überlieferungen eine Geschichte über Toldi in Versform niederschrieb.
- Die Form der Hymnendichtung wurde abgewandelt und mit unterhaltsamen weltlichen Inhalten ausgestattet. Es existierten auch scharfe antiklerikale Satiren von durch Westeuropa reisenden Deaken (siehe Kapitel: Rechts- und staatswissenschaftliche Literatur), sogenannten Vaganten (vágánok). Das ungarische Wort vágány „(Gleis)“ ist etymologisch von diesem Begriff abgeleitet. Das früheste ungarischsprachige Werk der Vagantendichtung, das Planctus clericorum stammt aus dem 14. Jahrhundert. Darin wird das Papsttum kritisch angegriffen. Es enthält Enthüllungen darüber, wie der Papst seinen luxuriösen Lebensstil mit den hohen Steuergeldern finanziert.

### Religiöse Literatur
Die religiöse Literatur Anjou-Epoche gleicht derjenigen aus der Àrpàdenzeit. Einerseits gab es an weltliche Gläubige adressierte Legenden und Predigten, andererseits für Priester geschriebene theologische Werke, dogmatische und kanonische Arbeiten, Bibelkommentare und gelehrte Predigten.

#### Lateinische Kirchenliteratur
Die Autoren theologischer Arbeiten schrieben gewöhnlich keine Originalwerke, sondern erweiterten und interpretierten frühere Texte. Die wichtigsten Gattungen waren die Legende und die Predigt. Die Regeln dieser Kunst, der ars predicandi war in Lehrbüchern festgehalten. Es gab zwei Haupttypen der Predigt: die sermo ad clericos, die sich an Priester richtete und die sermo ad laicos für die Reden an weltliche Gläubige. Erstere zeichneten sich durch anspruchsvollere Inhalte und wissenschaftliche Argumentationen aus. Sie wurden vor gelehrtem Publikum vorgetragen und setzten sich oft mit schwierigen theologischen Fragen auseinander. Die Letzteren waren Muster für die Predigten in der Muttersprache der Gläubigen. In anschaulichen Schilderung lehrhafter Geschichten bemühte man sich darum, abstrakte religiöse Themen allgemein verständlich zu machen. Von beiden Typen sind Exemplare erhalten, die von ungarischen Schriftgelehrten verfasst bzw. in Sammlungen zusammengestellt wurden.
- Die Sermones sacri aus der Feder eines Franziskanerbruders sind Beispiele für diese Gattung. Sie entstanden in den 1310er Jahren. Ihre Bedeutung beruht auf der für die ungarische Literaturgeschichte bedeutenden Versform.
- Die Sermones compilatae in Studio generali Quinque Ecclesiensi in Regno Ungariae, an der Universität von Pécs verfasste Reden, sind eine Sammlung theologischer und philosophischer Themen eines dominikanischen Gelehrten. Die Predigten wurden wahrscheinlich zu verschiedenen Festen ungarischer Heiliger an der Universität gehalten. Die Sammlung enthält fünf Predigten über Stephan, vier über Elisabeth, zwei über Ladislaus und eine über Emmerich, die sich an die heimischen Legenden der betreffenden Heiligen anlehnen. In ihrer Aussage unterscheiden sie sich aber nicht von den anderen theologischen Ausführungen.

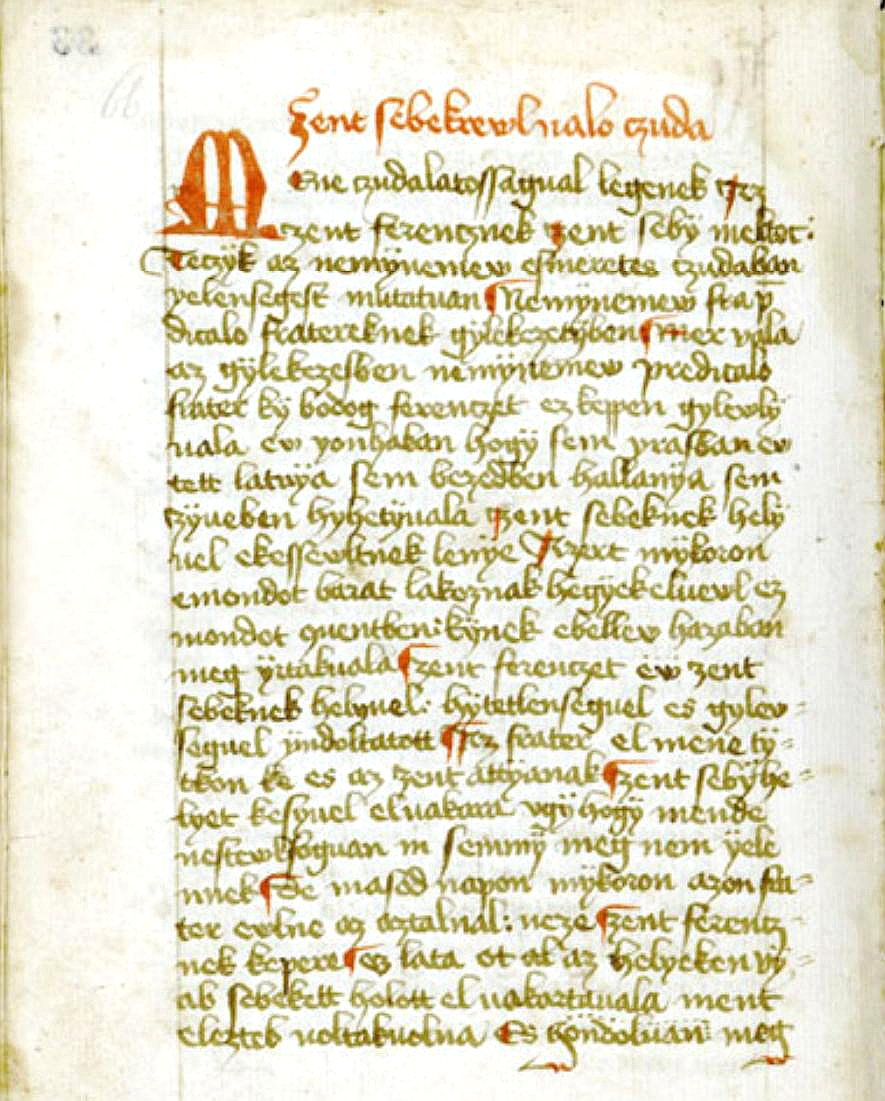
Eine Seite aus dem Jókai-Kodex: Die Legende des Franz von Assisi

#### Religiöse Literatur in ungarischer Sprache
- Die Legende des Heiligen Franz von Assisi ist der älteste Text der ungarischsprachigen epischen Literatur. Eine Kopie ist im Jókai-Kodex erhalten, dem ersten bekannten Buch, das vollständig in ungarischer Sprache geschrieben wurde. Dabei handelt es sich um eine Übersetzung aus dem Lateinischen, in der das Leben des Franziskus aufgearbeitet wird.
- Die Legende der Heiligen Margit ist ebenfalls ein bedeutendes Sprachdenkmal. Es ist jedoch nur eine Kopie aus dem 16. Jahrhundert vorhanden. Diese stammt von Lea Ráskay, einer Dominikanernonne im Kloster auf der Margareteninsel. Die Legende erzählt das Leben der Königstochter Margit und ihrer Wundertaten. Neben dem sprachgehistorischen Wert ist sie ein wichtiges Dokument der Geschichte des mittelalterlichen Königreichs und auch von kunstgeschichtlicher Bedeutung.

### Geschichtsschreibung und rechtliche Literatur

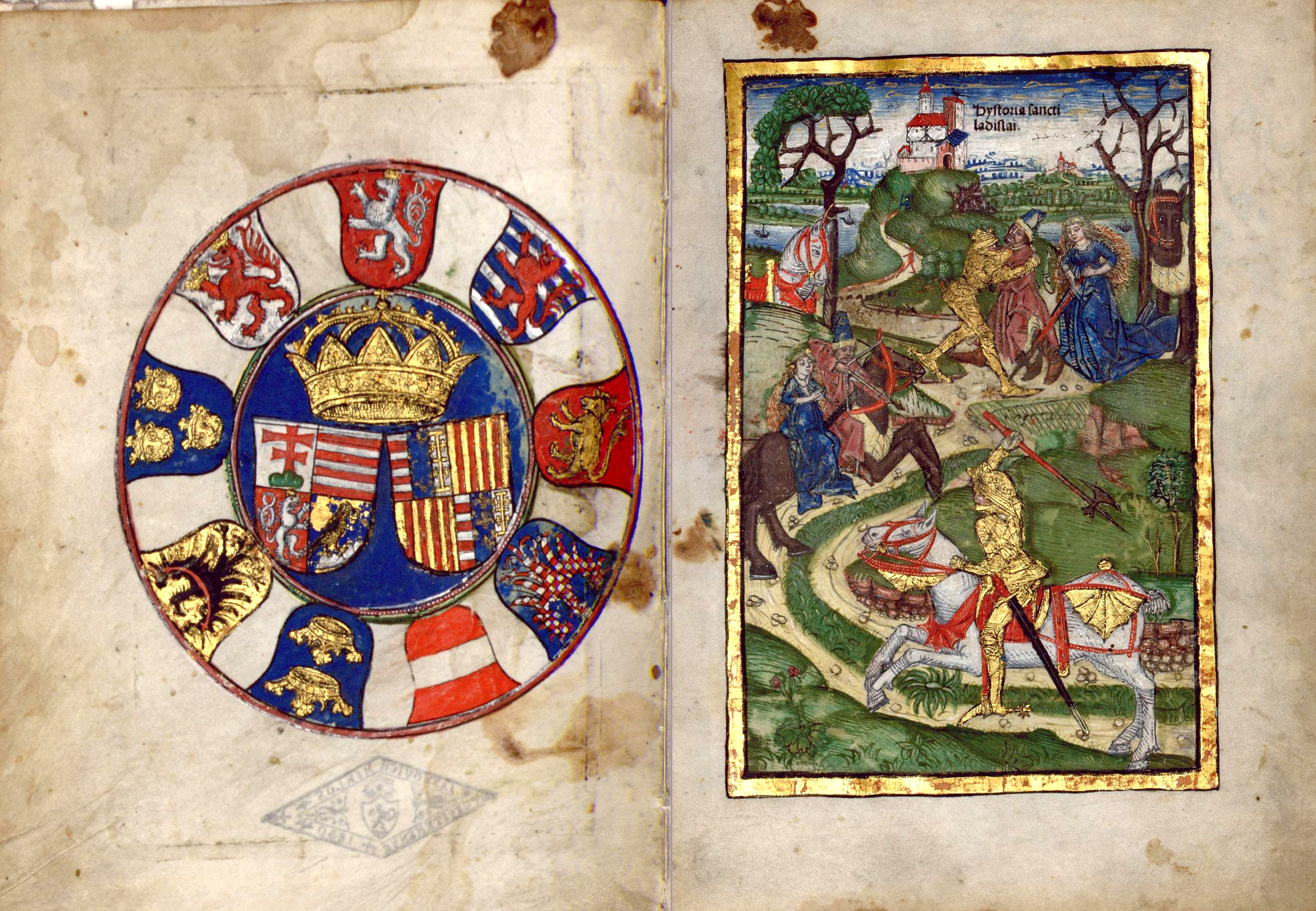
Die erste Seite der Thuróczy-Chronik

#### Entfaltung der ungarischsprachigen weltlichen Dichtung

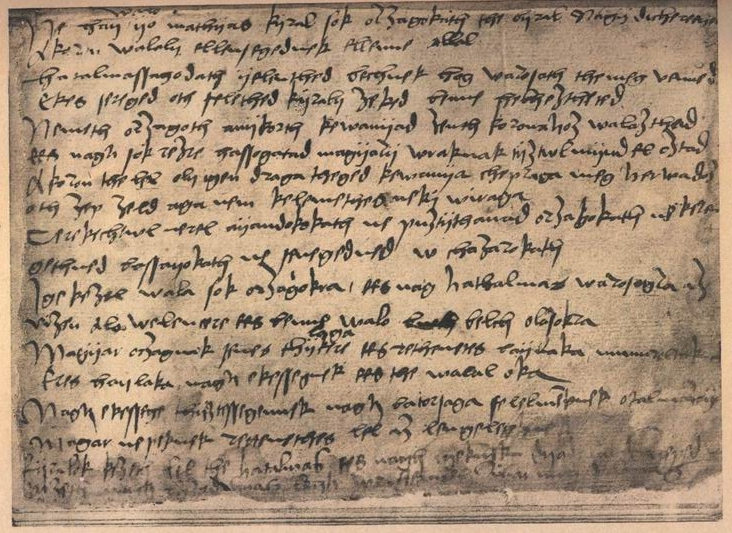
Gyöngyösi-Kodex: „Néhai való jó Mátyás király...“

#### Lateinische Klosterliteratur

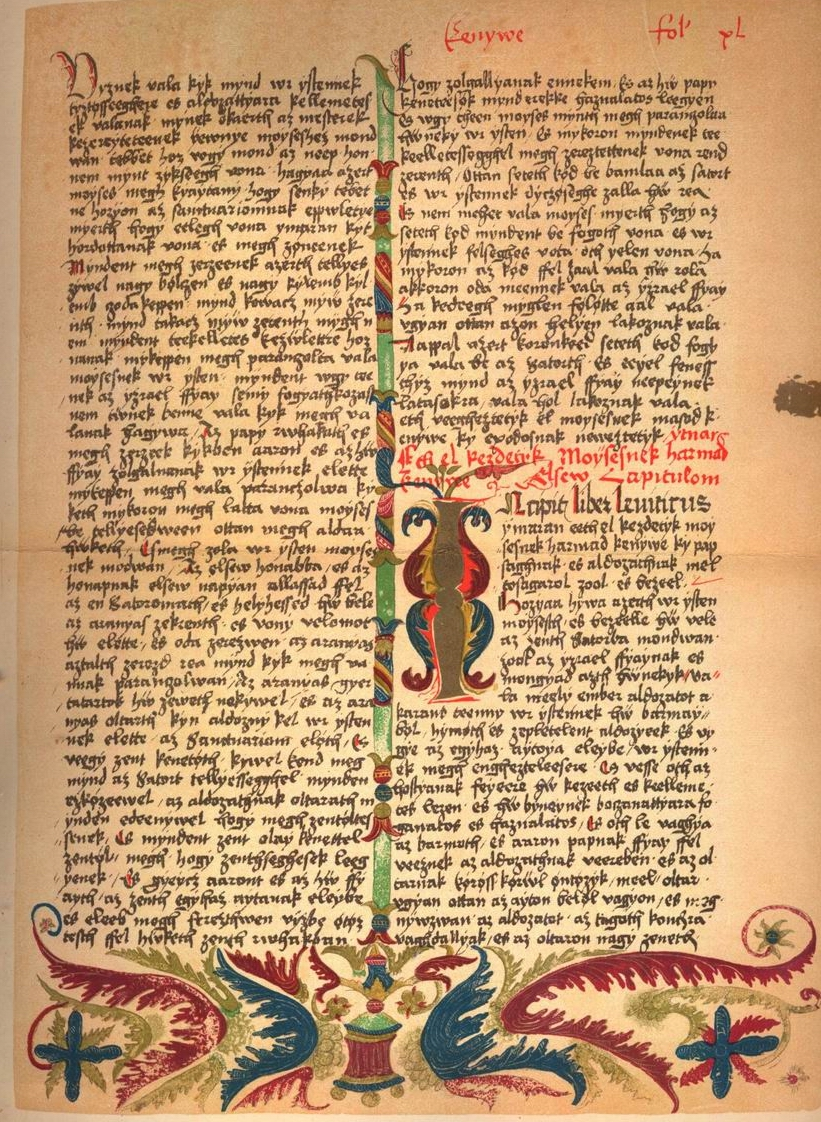
Jordánszky-Kodex, die erste Bibel in ungarischer Sprache

#### Ungarische Klosterliteratur

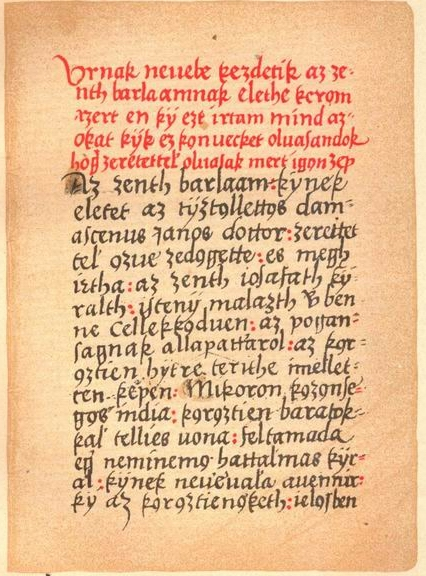
Die Legende von Barlaam und Josaphat

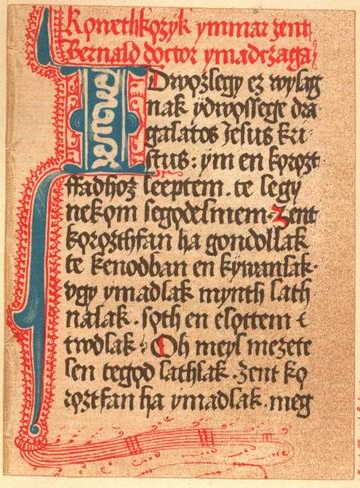
Hymnus des Bernhard von Clairvaux im Czech-Kodex

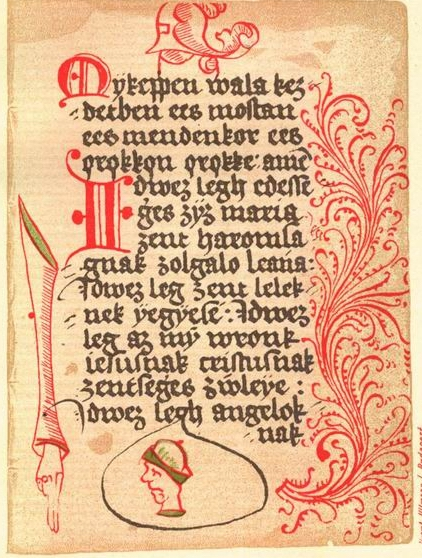
Die 169. Seite des Peer-Kodex

#### Klösterliche Kodizes

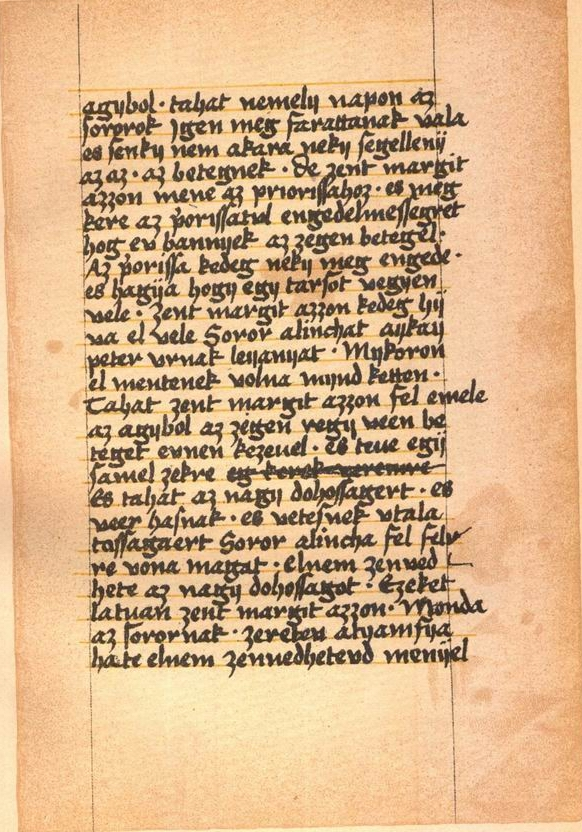
Die Legende der Heiligen Margit im Kodex von Lea Ráskay

### Die ersten Humanisten: Matthias Corvinus und die Jagiellonen

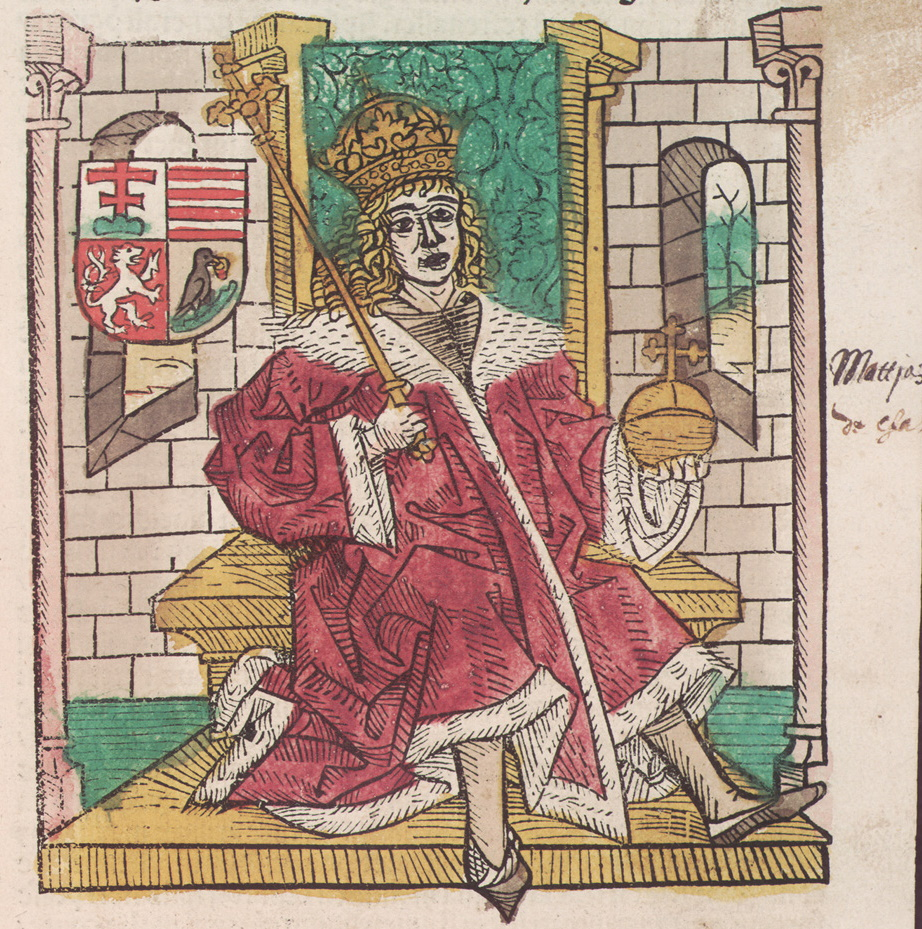
König Matthias in der Thuróczy-Kronik